# Nesonycteris woodfordi
Nesonycteris woodfordi is een vleermuis uit het geslacht Nesonycteris die voorkomt op Bougainville in Papoea-Nieuw-Guinea en in de noordelijke Salomonseilanden. Hij is gevonden op de eilanden Bougainville, Buka, Choiseul, Fauro, Guadalcanal, Mono, Nggela Sule, Santa Isabel en Shortland. Anders dan andere Nesonycteris-soorten komt N. woodfordi vrij algemeen voor. Waarschijnlijk paart het dier het hele jaar door. Net als bij andere Nesonycteris-soorten worden jongen niet door hun moeder meegedragen als die foerageert.

## Kenmerken
Nesonycteris woodfordi is een kleine, oranje vleerhond met roze vlekken op het gezicht, de voeten en de vleugels. Anders dan bij andere Nesonycteris-soorten zijn mannetjes niet groter dan vrouwtjes; bij de ondersoort aurantius zijn vrouwtjes zelfs groter dan mannetjes. De kop-romplengte bedraagt 80 tot 94 mm, de voorarmlengte 49,8 tot 55,0 mm, de tibialengte 20,3 tot 23,3 mm, de oorlengte 13,4 tot 14,5 mm en het gewicht 25 tot 40 g.

## Ondersoorten
Er zijn drie ondersoorten:
- N. w. aurantius (Phillips, 1966) (Florida-eilanden)
- N. w. schouteni (Flannery, 1993) (Guadalcanal)
- N. w. woodfordi Thomas, 1887 (overige delen van de verspreiding)